# Architecture jacobéenne
L’architecture jacobéenne est le nom donné à la deuxième phase de l'architecture de la Renaissance en Angleterre, et succède au modèle élisabéthain. Elle est baptisée du nom de Jacques Ier, roi d’Angleterre de 1603 à 1625.

## Les constructions jacobéenne
Quelques bâtiments représentatifs de l'architecture jacobéenne en Angleterre :
- Hatfield House (1607 1611) - Hertfordshire
- Bramshill House
- University College - Oxfordshire
- Charlton House - Greenwich (Londres)
- le manoir Plas Teg au pays de Galles

## Galerie

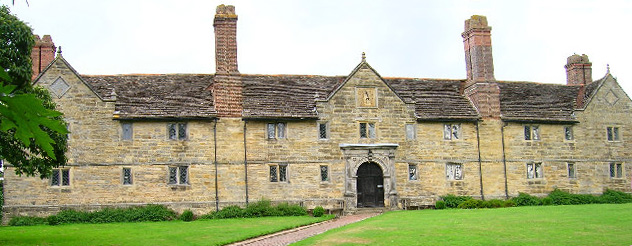
Sackville College, East Grinstead
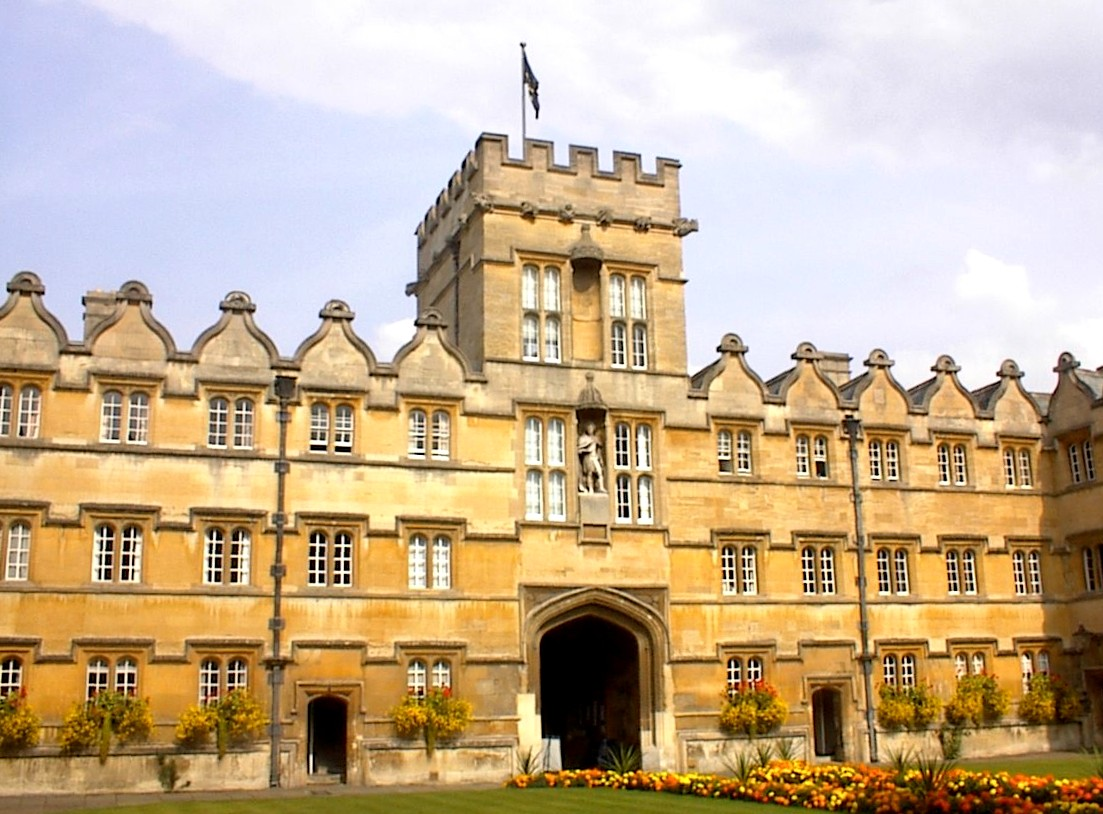
University College (Oxford)
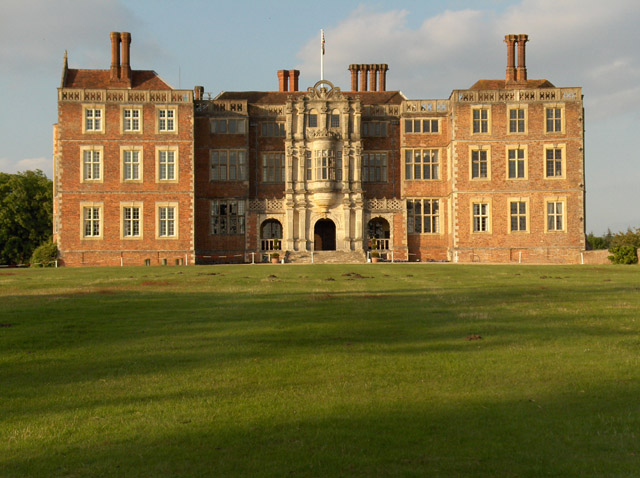
Bramshill House
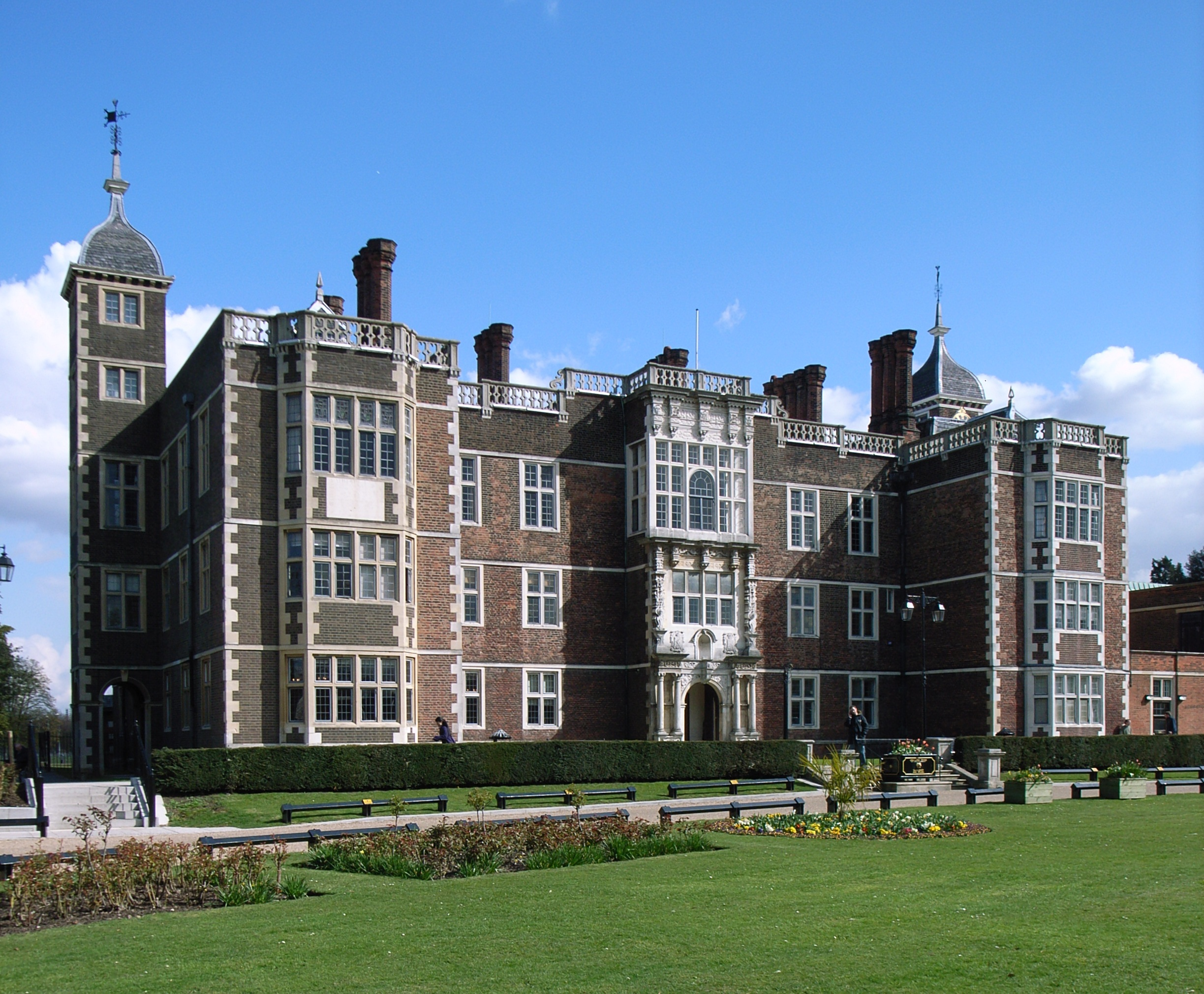
Charlton House